# Mopanveldophis zebrinus
Mopanveldophis zebrinus — вид змій родини полозових (Colubridae). Ендемік Намібії. Це єдиний представник монотипового роду Mopanveldophis.

## Поширення і екологія
Mopanveldophis zebrinus мешкають на північному заході Намібії. Вони живуть в густих чагарниках і саванах мопане. Зустрічаються на висоті від 600 до 1300 м над рівнем моря.